# Motopark Academy
Motopark Academy (ora sotto il marchio Lotus) è una scuderia automobilistica con sede a Oschersleben, in Germania, accanto al circuito Motorsport Arena Oschersleben. Nel 2013, la squadra si è presentata ai nastri di partenza della GP2 Series (in sostituzione del team iSport International) con la denominazione di Russian Time. La collaborazione tra i due team si è interrotta nel 2014.

## Storia

### Monoposto
Il team ha corso con monoposto dall'inizio del XXI secolo. Hanno partecipato alla Formula 3 Euro Series dal 2009.

#### Eurocup Formula Renault 2.0
Furono campioni costruttori in Eurocup Formula Renault 2.0 nel 2004, con il loro pilota statunitense Scott Speed che ottenne otto vittorie. Motopark Academy vinse il titolo piloti nella stessa categoria nel 2006 grazie al portoghese Filipe Albuquerque, che fece sue quattro gare.

#### Formula Renault 2.0 Northern European Cup
Il team vinse tutti i quattro campionati piloti in Formula Renault 2.0 Northern European Cup, da quando fu creata nel 2006. Vinsero con Filipe Albuquerque nel 2006, Frank Kechele nel 2007, Valtteri Bottas nel 2008 e António Félix da Costa nel 2009. Motopark Academy si assicurò anche il titolo costruttori della NEC tre volte: 2007, 2008 e 2009.

## Risultati

### Risultati in GP2 Series
| Anno | Vettura            | Piloti       | Gare | Vittorie | Pole | Gpv | Punti | P.P. | P.C. |
| ---- | ------------------ | ------------ | ---- | -------- | ---- | --- | ----- | ---- | ---- |
| 2013 | Dallara-Mecachrome | Sam Bird     | 22   | 5        | 2    | 3   | 181   | 2°   | 1°   |
| 2013 | Dallara-Mecachrome | Tom Dillmann | 22   | 0        | 1    | 2   | 92    | 10°  | 1°   |